# Pardosa turkestanica
Pardosa turkestanica là một loài nhện trong họ Lycosidae.
Loài này thuộc chi Pardosa. Pardosa turkestanica được Carl Friedrich Roewer miêu tả năm 1951.